# The Longest Nite
The Longest Nite (暗花) è un film del 1998 diretto da Patrick Yau e Johnnie To

## Riconoscimenti
Asian Film Critics Association Awards
- 1999 - Candidatura per la miglior fotografia a Koo Chiu-Lam
- 1999 - Candidatura per il miglior attore a Sean Lau
- 1999 - Candidatura per la miglior regia a Patrick Yau
- 1999 - Candidatura per la miglior sceneggiatura a Yau Nai-hoi e Szeto Kam-Yuen

Golden Bauhinia Awards
- 1999 - Candidatura per il miglior attore a Sean Lau
- 1999 - Candidatura per la miglior sceneggiatura a Yau Nai-hoi e Szeto Kam-Yuen
- 1999 - Candidatura per il miglior montagggio a Chan Chi-wai
- 1999 - Candidatura per la miglior attore a Tony Leung Chiu-Wai

Golden Bauhinia Awards
- 1999 - Candidatura per la miglior fotografia a Koo Chiu-Lam
- 1999 - Candidatura per il miglior attore a Sean Lau
- 1999 - Candidatura per la miglior regia a Patrick Yau
- 1999 - Candidatura per la miglior sceneggiatura a Yau Nai-hoi e Szeto Kam-Yuen

Golden Horse Film Festival
- 1998 - Candidatura per la miglior sceneggiatura a Yau Nai-hoi e Szeto Kam-Yuen

Hong Kong Film Awards
- 1999 - Miglior regia a Derek Yee
- 1999 - Candidatura per la miglior sceneggiatura a Derek Yee
- 1999 - Candidatura per il miglior film a Derek Yee

Hong Kong Film Critics Society Awards
- 1999 - Premio speciale della giuria per il film più popolare dell'anno